# Sohrab Sepehri
Sohrab Sepehri سهراب سپهری (Kashan, 7 ottobre 1928 – Teheran, 21 aprile 1980) è stato un poeta e pittore persiano.
Sohrab Sepehri fu una personalità di spicco dell'Iran contemporaneo: pittore, poeta e scrittore, talento riconosciuto a livello internazionale, espose le sue opere in tutto il mondo, vinse prestigiosi premi e pubblicò numerose raccolte di versi. Viaggiò parecchio, dall'Asia agli Stati Uniti, durante tutta la sua vita, anche quando si trovò in ristrettezze economiche. Fu un uomo solitario, non si sposò mai, si tenne al di fuori delle vicende politiche che infiammavano gli intellettuali di quell'epoca e cercò rifugio nella natura, per lui simbolo di Dio e della sua potenza, ogni volta che la realtà circostante diveniva insopportabile.
La sua opera poetica è strettamente connessa a quella pittorica. Per quanto riguarda la poesia, in essa possiamo trovare dei temi ricorrenti; la natura e Dio, la vita e la morte, il viaggio e la solitudine, la donna e l'amore (questi ultimi in misura molto minore rispetto agli altri soggetti). Lo stile di Sepehri risulta molto ermetico, carico di mitologia e misticismo.

## Biografia
Sohrab nacque nel 1928, a Kashan, in una famiglia appartenente all'aristocrazia terriera dell'epoca. L'ambiente familiare in cui crebbe lo influenzò radicalmente: il padre, impiegato presso il Indo-European Telegraph, era artigiano del tradizionale flauto persiano, il tar, legato all'ambiente mistico-sufi, mentre la nonna era anch'essa poetessa di discreto talento. Il padre morì quando Sohrab era ancora molto giovane e fu il fratello maggiore, Manuchehr, che si fece carico della famiglia e finanziò i suoi studi. In seguito a questo la madre di Sohrab, donna molto devota, gli impose che, nel firmare i suoi lavori pittorici, egli aggiungesse una mim alle sue stesse iniziali.
Nel 1940 terminò i suoi studi primari a Kashan, presso l'istituto Khayyam. Tra il 1943 e il 1948 compì i suoi studi secondari, lavorando contemporaneamente presso il Ministero dell'Educazione. Nel 1948 abbandonò il suo posto al ministero e si iscrisse all'Università di Teheran, Facoltà di Belle Arti. Tre anni più tardi fu pubblicata la sua prima raccolta di versi, Morte del colore, e nel 1953 si laureò con merito e venne impiegato come designer al Ministero della Sanità, partecipando nel frattempo a diversi esposizioni d'arte. Nel 1954 fu edita la sua seconda raccolta, La via dei sogni, lavorò al Ministero della Cultura e dell'Arte e insegnò in una scuola d'arte.
Nel 1957 si recò a Parigi, per apprendere l'arte della litografia, e a Londra. L'anno seguente partecipò alla prima Biennale di Pittura di Teheran, viaggiò tra Parigi, Roma e Venezia, dove partecipò alla Biennale. Al suo rientro in Iran, occupò il posto di direttore dell'organizzazione audio-visuale presso il Ministero dell'Agricoltura.
Nel 1960 prese parte alla seconda Biennale di Teheran, dove ottenne il primo premio per le Belle Arti. Successivamente andò in Giappone, visitando Tokyo e altre città minori e venne iniziato all'arte dell'incisione su legno.
Nel 1961 venne edito L'Oriente della tristezza e Sohrab intraprese un viaggio in India, ad Agra e al Taj Mahal; questa esperienza giocò un forte ruolo nella sua ricerca spirituale spiritualità. Fu in quest'anno che rinunciò a tutti i suoi impieghi ufficiali.
Tra il 1962 e il 1974 non smise mai di viaggiare (visitò in quegli anni Brasile, Pakistan, Afghanistan, India, Europa, Stati Uniti, Grecia ed Egitto) e di esporre, partecipando nel frattempo ad alcune esibizioni internazionali, quali il Festival Internazionale di Pittura, in Francia, dove vinse un premio speciale.
Nel 1965 la rivista letteraria Arash pubblicò Il passo dell'acqua, a cui seguirono, nei due anni successivi, rispettivamente Il viaggiatore e Il campo verde.
Nel 1977 venne pubblicata la raccolta finale della sua opera Gli otto libri.
Nel 1979 Sohrab si recò in Inghilterra per curarsi dalla leucemia, che lo avrebbe portato alla morte l'anno successivo, a Teheran.

### Articoli
- Sepehri Sohrab (2005) Où est la maison de l'ami?, Lettres Persanes, Paris
- Sepehri Sohrab (2004) The water's foofall, Zabankadeh Publications, Tehran
- Norozi Nahid, Sohrab Sepehri tra sogno e realtà, in “Semicerchio. Rivista di poesia comparata”, XLVI (2012) 1

### Traduzioni italiane
- Sohrab Sepehri, Sino al fiore del nulla. 99 poesie, a cura di Nahid Norozi, Centro Essad Bey - CreateSpace, Charleston 2016; anche in forma di ebook, Centro Essad Bey, Padova 2012 (Amazon-Kindle Edition)
- Sohrab Sepehri, Un'oasi nell'attimo. Poesie scelte, a cura di Faezeh Mardani e Francesco Occhetto, postfazione di Giuseppe Conte, Jouvence, Milano 2022

### Opere di riferimento sulla letteratura persiana
- E. Berthels, Ocerk persidskoj literatury, Leningrado 1928
- E.G. Browne, A Literary History of Persia, 4 voll., Cambridge 1951-53 (più volte ristampato)
- Jan Rypka, A History of Iranian Literature, Reidel Publishing Company, London 1968
- A.J. Arberry, Classical Persian Literature, London 1958
- A. Pagliaro-A. Bausani, La letteratura persiana, Sansoni-Accademia, Firenze-Milano 1968
- A. M. Piemontese, Storia della letteratura persiana, 2 voll., Fratelli Fabbri, Milano 1970
- N. L. Tornesello (a cura), La letteratura persiana contemporanea tra novazione e tradizione, numero monografico di Oriente Moderno, I (2003)
- D. Meneghini, Letteratura persiana in epoca selgiuchide (429-615 / 1037-1218), Cafoscarina, Venezia 2004
- C. Saccone, Storia tematica della letteratura persiana classica vol. I: Viaggi e visioni di re sufi profeti, Luni, Milano-Trento 1999; vol. II: Il maestro sufi e la bella cristiana. Poetica della perversione nella Persia medievale, Carocci, Roma 2005
- J.C. Buergel, Il discorso è nave, il significato un mare. Saggi sull'amore e il viaggio nella poesia persiana medievale, a cura di C. Saccone, Carocci, Roma 2006
- A. Vanzan, Figlie di Shahrazad. Scrittrici iraniane dal XIX sec. a oggi, Bruno Mondadori, Milano 2009